# Jack Howard
Jack Howard (ur. 21 lipca 1981 w Weno) – lekkoatleta z Mikronezji.
Wystartował na igrzyskach olimpijskich w Pekinie w biegu na 100 metrów (odpadł w eliminacjach).
Jego brat bliźniak, John Howard również jest sprinterem i olimpijczykiem.